# Бочкур Роман Романович
Роман Романович Бочкур (нар. 27 серпня 1987, Братківці, Тисменицький район, Івано-Франківська область) — український футболіст, захисник.

## Життєпис
Вихованець інтернату при Вищому професійному училищі № 21 (Івано-Франківськ). Перший тренер — Іван Михайлович Краснецький. Виступав за друголіговий «Спартак-2» (Калуш) та першолігові «Спартак» (Івано-Франківськ) і «Дністер» (Овідіополь).
За дублювальний склад «Чорноморця» вперше зіграв у сезоні 2006/07.
Нагороджений медаллю «За працю і звитягу» за вагомий особистий внесок у розвиток та популяризацію фізичної культури і спорту в Україні, досягнення високих спортивних результатів на XXIV Всесвітній літній Універсіаді 2007 року у м. Бангкок (Таїланд), зміцнення міжнародного авторитету Української держави.
У 2015 році грав за «Ниву». 2 лютого 2016 року отримав статус вільного агента у зв'язку з розпуском тернопільської команди. Збори перед весняною частиною ЧУ-2016 провів з ФК «Говерла» Ужгород.
У липні 2016 року став гравцем «Полтави», але вже в жовтні того ж року разом із Романом Гудаком залишив команду за обопільною згодою.